# Ardeygebirge

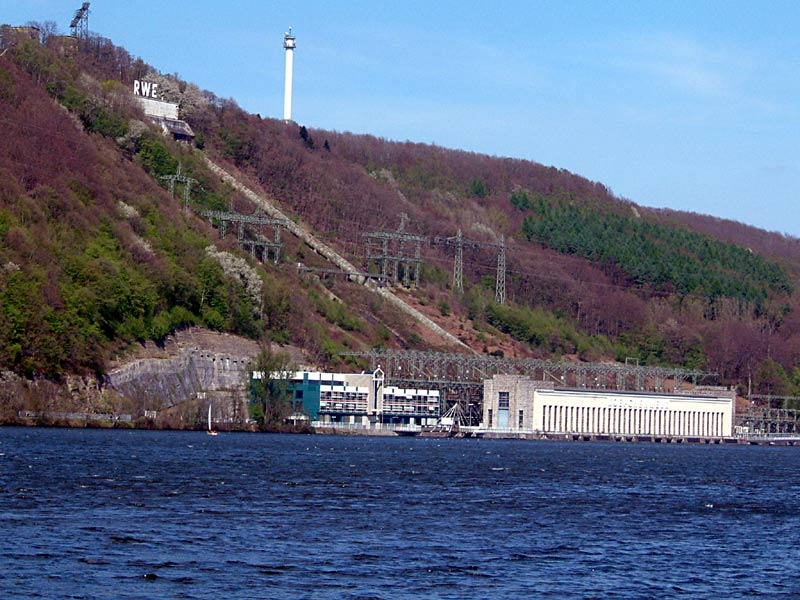
Koepchenwerk an der Südostflanke des Ardeygebirges zur Ruhr mit Hengsteysee an der Stadtgrenze zwischen Herdecke und Hagen

Das Ardeygebirge ['aːɐ̯.daɪ̯.ɡəˌbɪʁ.ɡə] – auch der oder seltener das Ardey genannt – ist ein bis 273,8 m ü. NHN hoher, vielerorts bewaldeter Höhenzug im Gebiet der kreisfreien Stadt Dortmund sowie im Ennepe-Ruhr-Kreis und Kreis Unna in Nordrhein-Westfalen. Nördlich der Ruhr gelegen, zählt es zum Rechtsrheinischen Schiefergebirge und kleinräumig zum Niederbergisch-Märkischen Hügelland.

## Geographie

### Lage
Das Ardeygebirge trennt zusammen mit dem Haarstrang grob in Ost-West-Richtung zwei naturräumliche Großeinheiten: Die Westfälische Bucht mit Emscherniederung und Hellwegbörden im Norden vom Süderbergland mit dem Niederen Sauerland im Süden, wobei das Ardey indes dem Süderbergland und der Haarstrang der Westfälischen Bucht zugerechnet wird.
Topographisch betrachtet ist das Ardeygebirge der Westausläufer des waldarmen und vorwiegend landwirtschaftlich genutzten Haarstrangs. Nicht nur kulturlandschaftlich, sondern auch geologisch wird es jedoch von diesem unterschieden (entscheidend ist dabei die oberflächennahe Karbon-Grenze).
Im Norden geht das Ardeygebirge im Stadtgebiet von Dortmund allmählich in das Tiefland der Westfälischen Bucht im Bereich des Münsterlands über. Südlich und westlich wird es von der Ruhr begrenzt, in deren Tal es zumeist steil mit schroffen Hängen abfällt. Am dortigen Hang wird der Höhenunterschied von maximal 165,2 m zwischen dem Oberbecken (ca. 261,5 m) und dem Hengsteysee (96,3 m) vom Pumpspeicherkraftwerk Herdecke zur Zwischenspeicherung und zeitlich versetzten Bereitstellung von elektrischer Energie genutzt.
Die Jahresniederschlagsmenge beträgt 850 mm.

### Naturräumliche Zuordnung
Das Ardeygebirge bildet laut dem Handbuch der naturräumlichen Gliederung Deutschlands in der naturräumlichen Haupteinheitengruppe Süderbergland (Nr. 33), in der Haupteinheit Bergisch-Sauerländisches Unterland (337) und in der Untereinheit Niederbergisch-Märkisches Hügelland (3371) den Naturraum Ardey (3371.5). Dieser Naturraum teilt sich in die Ardeyhöhe (3371.50) und die Südardeywände 3371.51 auf.

### Ortschaften
Im bzw. am Ardeygebirge liegen, von Osten nach Westen, die Städte Schwerte, Dortmund, Herdecke, Wetter und Witten.

### Erhebungen
Die höchste Erhebung des Ardeygebirges ist der langgestreckte Bergrücken Auf dem Heil, der sich auf Herdecker Gemarkung westlich ihrer Kernstadt erhebt. Diese und weitere Erhebungen sind in der folgenden Übersichtskarte sowie – initial sortiert nach Höhe in Meter (m) über Normalhöhennull (NHN) – in der folgenden Tabelle aufgeführt.
| Erhebung     | Höhe    | Kommune                     |
| ------------ | ------- | --------------------------- |
| Auf dem Heil | 273,8 m | Ennepe-Ruhr-Kreis, Herdecke |
| Klusenberg   | 254,3 m | Dortmund                    |
| Wartenberg   | 246,1 m | Ennepe-Ruhr-Kreis, Witten   |
| Syberg       | 245,4 m | Dortmund, Syburg            |
| Harkortberg  | 231,5 m | Ennepe-Ruhr-Kreis, Wetter   |
| Kalmerskopf  | 231 m   | Ennepe-Ruhr-Kreis, Herdecke |
| Ebberg       | 222,3 m | Kreis Unna, Schwerte        |
| Wienberg     | 201,9 m | Ennepe-Ruhr-Kreis, Herdecke |
| Rehberg      | 197,9 m | Ennepe-Ruhr-Kreis, Herdecke |
| Kallenberg   | 197,6 m | Ennepe-Ruhr-Kreis, Herdecke |
| Nacken       | 188 m   | Ennepe-Ruhr-Kreis, Herdecke |
| Hohenstein   | 165,7 m | Ennepe-Ruhr-Kreis, Witten   |

## Geologie und Geschichte
Vorwiegend bodensaure Sand- und Tonsteine (sog. Schiefertone oder Tonschiefer) sowie Grauwacken aus dem Karbon bilden den geologischen Untergrund des Ardeygebirges, darunter der in großen Steinbrüchen abgebaute Ruhrsandstein. Ardey und Haarstrang begrenzten gemeinsam das Vordringen des nördlichen Inlandeises der letzten Eiszeiten. Das Ardeygebirge war auch Ort von intensivem Steinkohlenbergbau. Zahlreiche Tagesbrüche zeugen noch davon. Eine der Gruben war der Marienberger Erbstolln.

## Landschaft

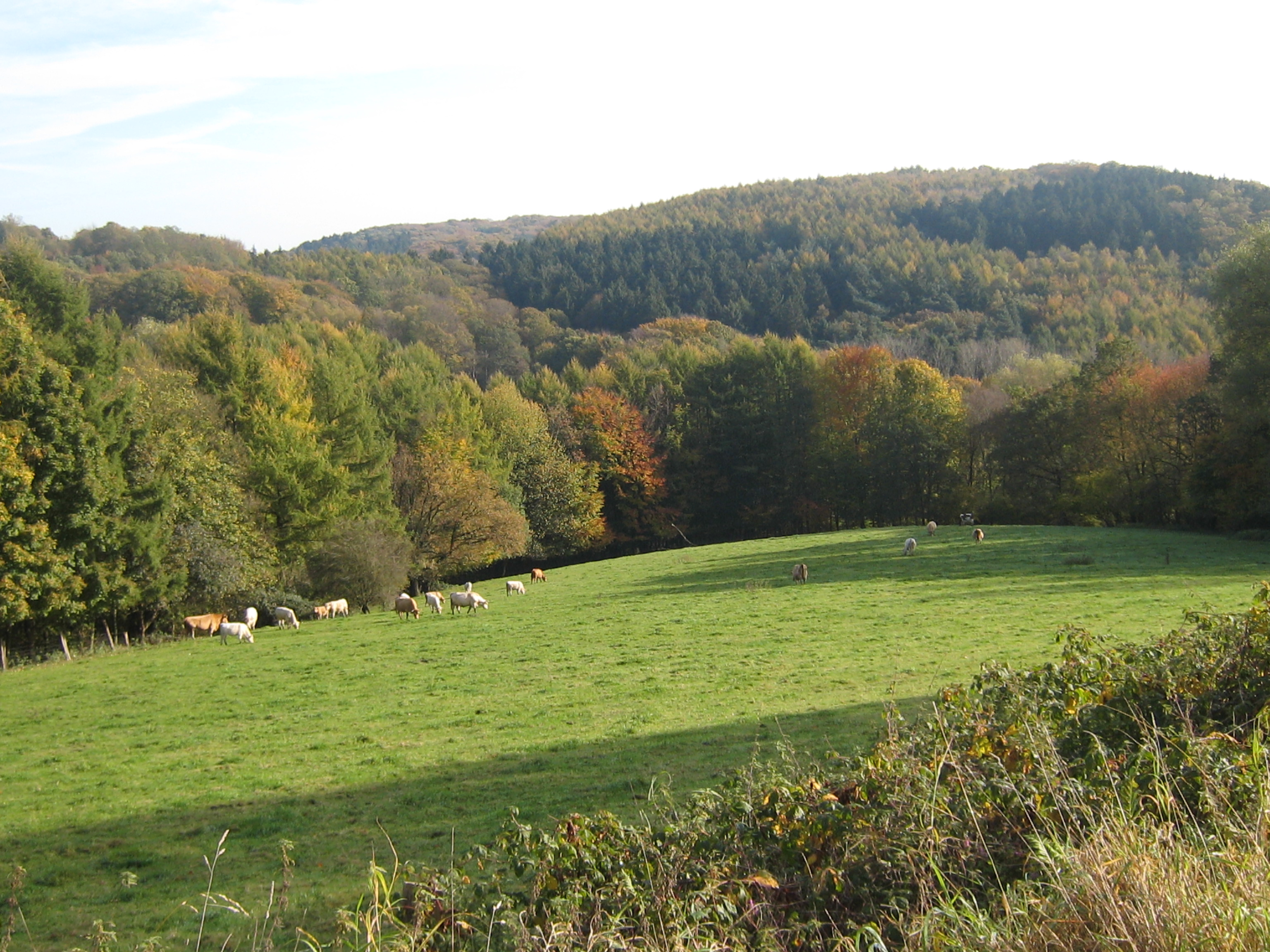
Der Ebberg zwischen Schwerte und Syburg

Entlang der Ruhr hat das Ardeygebirge einen ausgesprochen gebirgigen Charakter. Große Höhenunterschiede, felsige Steilhänge und tiefe Kerbtäler prägen hier das Landschaftsbild. Von Norden und Osten gesehen zeigt sich das Ardeygebirge jedoch von seiner sanften Seite. Hier befinden sich weitgeschwungene Wald- und Wiesenhügel. Durch die Nähe zu den Städten Dortmund und Witten ist der Nordrand des Gebirges eine bevorzugte Wohnlage und aus diesem Grund entsprechend stark zersiedelt.
Überwiegend sind die Bergrücken („Eggen“) des Ardey mit Buchenwäldern bestanden. Die Hänge sind durch ausgeprägte Kerbtäler kleiner Bäche, sogenannte Siepen, zerfurcht und dadurch kleinräumig gegliedert. Das Ardeygebirge ist eine alte Kulturlandschaft. Spuren historischer Waldnutzungsformen wie Niederwaldwirtschaft, Waldweide und Köhlerei sind heute noch an vielen Stellen zu finden.

Die Flächen außerhalb von bebauten Gebieten mit Bebauungsplan sind als Schutzgebiete wie z. B. das Landschaftsschutzgebiet Syburg und das Naturschutzgebiet Ruhrsteilhänge Hohensyburg ausgewiesen.

## Wandern
Auf den Höhen des Ardeygebirges verläuft ein besonders ansprechendes Teilstück des Ruhrhöhenweges des Sauerländischen Gebirgsvereins von der Quelle bis zur Mündung der Ruhr mit zahlreichen Aussichtspunkten vor allem ins Ruhrtal. Auch der Westfalenwanderweg führt über das Ardeygebirge. Zu den Ortswanderwegen zählen der Wittener Rundweg, der Dortmunder Rundweg und der Herdecker Rundweg.